# Межрелигиозная сеть
Межрелигиозная сеть, известная под полным названием как Межрелигиозная сеть в Соединённом Королевстве (англ. The Inter Faith Network или The Inter Faith Network for the United Kingdom, IFNUK) — это британская международная благотворительная организация.

## История
Межрелигиозная сеть была основана в 1987 году и зарегистрирована в Великобритании как благотворительная организация в 1997 году. Сеть работает с религиозными сообществами, другими межрелигиозными организациями, с педагогами и другими людьми для создания взаимопонимания между различными религиозными и духовными традиций по всему Соединенному Королевству. Первоначально Сеть признавала лишь несколько религиозных традиций. С 2009 года Сеть проводит диалоги верующих с атеистами. Постепенно концепция Сети была расширена за счет включения дополнительных религий, включая друидизм, благодаря принятию The Druid Network в Сеть в 2014 году.

## Концепция
Сеть создана «для просвещения об учениях, традициях и практиках различных религиозных общин в Великобритании, а также для способствовать хорошим отношениям между людьми разных вероисповеданий».

## Структура
Межрелигиозная сеть работает под руководством избираемых сопредседателей. Сеть включает в своем составе ряд религиозных и межрелигиозных организаций-членов как в Великобритании, так и за её пределами. К 1995 году организация насчитывала 70 членов. Среди членов Сети — представители христианства, джайнизма, индуизма, веры Бахаи, ислама, буддизма, друидизма, сикхизма и ряда других религиозных и межконфессиональных организаций.